# Melinis rupicola
Melinis rupicola är en gräsart som först beskrevs av Alfred Barton Rendle, och fick sitt nu gällande namn av Georg Zizka. Melinis rupicola ingår i släktet Melinis och familjen gräs. Inga underarter finns listade i Catalogue of Life.